# Denkmalgeschützte Objekte im Bezirk Liezen
Im Bezirk Liezen bestehen 445 denkmalgeschützte Objekte. Die unten angeführte Liste führt zu den Gemeindelisten und gibt die Anzahl der Objekte an.
| Gemeindeliste               | Objektanzahl |
| --------------------------- | ------------ |
| Admont                      | 38           |
| Aich                        | 6            |
| Aigen im Ennstal            | 7            |
| Altaussee                   | 15           |
| Altenmarkt bei Sankt Gallen | 6            |
| Ardning                     | 14           |
| Bad Aussee                  | 54           |
| Bad Mitterndorf             | 14           |
| Gaishorn am See             | 11           |
| Gröbming                    | 6            |
| Grundlsee                   | 4            |
| Haus                        | 11           |
| Irdning-Donnersbachtal      | 20           |
| Landl                       | 32           |
| Lassing                     | 5            |
| Liezen                      | 16           |
| Michaelerberg-Pruggern      | 3            |
| Mitterberg-Sankt Martin     | 2            |
| Öblarn                      | 8            |
| Ramsau am Dachstein         | 9            |
| Rottenmann                  | 24           |
| Sankt Gallen                | 21           |
| Schladming                  | 26           |
| Selzthal                    | 6            |
| Sölk                        | 11           |
| Stainach-Pürgg              | 27           |
| Trieben                     | 12           |
| Wildalpen                   | 31           |
| Wörschach                   | 6            |